# Jiang Chengji
Jiang Chengji (en chino: 蔡丞稷; Shanghái, 25 de noviembre de 1975) es un deportista chino que compitió en natación.
Ganó una medalla de bronce en el Campeonato Mundial de Natación en Piscina Corta de 1995, en la prueba de 50 m libre. Participó en dos Juegos Olímpicos de Verano, en los años 1996 y 2000, ocupando el cuarto lugar en Atlanta 1996, en las pruebas de 50 m libre y 100 m libre.

## Palmarés internacional
| Campeonato Mundial en Piscina Corta | Campeonato Mundial en Piscina Corta | Campeonato Mundial en Piscina Corta | Campeonato Mundial en Piscina Corta |
| Año                                 | Lugar                               | Medalla                             | Prueba                              |
| ----------------------------------- | ----------------------------------- | ----------------------------------- | ----------------------------------- |
| 1995                                | Río de Janeiro (Brasil)             | Medalla de bronce                   | 50 m libre                          |